# Granica krymsko-polska
Granica krymsko-polska – granica międzypaństwowa dzieląca terytoria Korony Królestwa Polskiego, a później Rzeczypospolitej Obojga Narodów i Chanatu Krymskiego. Granica powstała w 1569 roku po przyłączeniu Ukrainy (województwo kijowskie) do Korony. Istniała do roku 1667 (rozejm andruszowski), kiedy tereny Zaporoża przypadły Rosji.
Granica zaczynała się na trójstyku granic Imperium Osmańskiego (Budziak), Korony i Chanatu Krymskiego (Jedysan, środkowy bieg rzeki Boh), następnie biegła w kierunku południowo-wschodnim przez Dzikie Pola do wyspy Tawań na Dnieprze koło twierdzy Kyzykermen. Potem dolnym Dnieprem w kierunku północno-wschodnim, na południe od Siczy skręcała  łukiem w kierunku północno-wschodnim przez Zaporoże do trójstyku z granicą Carstwa Rosyjskiego na tzw. Szlaku Murawskim.